# Rezerwat przyrody Góra Sieradowska
Rezerwat przyrody Góra Sieradowska – leśny rezerwat przyrody na terenie Sieradowickiego Parku Krajobrazowego w gminie Bodzentyn, w powiecie kieleckim, w województwie świętokrzyskim.
- Powierzchnia: 197,36 ha[2] (akt powołujący podawał 197,67 ha)
- Rok utworzenia: 1995
- Dokument powołujący: Zarządzenie MOŚZNiL z 27.06.1995 (M.P. z 1995 r. nr 33, poz. 394)
- Numer ewidencyjny WKP: 053
- Charakter rezerwatu: częściowy
- Przedmiot ochrony: naturalne zbiorowiska o charakterystycznej roślinności górskiej i lasu puszczańskiego

Rezerwat leży na wschód od miejscowości Siekierno, w południowej części Sieradowickiego Parku Krajobrazowego i obejmuje część północnego zbocza (bez szczytu) Góry Sieradowskiej (382 m n.p.m.) w Pasmie Sieradowickim Gór Świętokrzyskich. Obszar rezerwatu tworzą kopulaste wzniesienia i rozdzielająca je doliny Świśliny i jej dopływów.
W drzewostanie rezerwatu dominuje jodła i buk, w mniejszych ilościach występują też: dąb, modrzew, jawor, klon, jesion, grab, świerk, sosna, brzoza i olcha.
Występuje tu wiele gatunków roślin chronionych i rzadkich, m.in.: wawrzynek wilczełyko, bluszcz pospolity, pełnik europejski, zdrojówka rutewkowata, zawilec wielkokwiatowy, parzydło leśne, kruszczyk szerokolistny, gnieźnik leśny, listera jajowata, buławnik mieczolistny, paprotnik kolczysty, zanokcica skalna, zanokcica zielona, widłak wroniec, widłak jałowcowaty i widłak goździsty.
Przez rezerwat przechodzi  niebieski szlak turystyczny im. E. Wołoszyna z Wąchocka do Cedzyny.
Rezerwat nosi nazwisko leśnika Wiktora Kozłowskiego.